# Asonada de la Sabana del Teque
La asonada de la Sabana del Teque fue una protesta que ocurrió el 11 de julio de 1811, seis días después de la declaración de la Independencia de Venezuela, cuando un grupo de unas 60 personas de origen canario se sublevaron al grito “¡Viva el Rey y la Virgen del Rosario!”, “¡Mueran los traidores!

## Asonada
Ocurrió en Caracas, en la Sabana del Teque. Fue gestada por José María Sánchez, caraqueño; Juan Díaz Flores, canario; el padre dominico Juan José García y el doctor Antonio Gómez, quienes lideraron al grupo de 60 personas, en su mayoría de origen canario.
El 12 de julio numerosos isleños residentes en Venezuela firmaron una representación en la cual declaraban su lealtad a la República y pedían la protección del gobierno, pues temían las represalias populares. Los dirigentes del movimiento fueron juzgados por el Tribunal de Vigilancia y algunos resultaron condenados a la pena de muerte el 15 de julio y ejecutados entre 10 y 17 personas a los pocos días, siendo decapitados y como era la costumbre tradicional, las cabezas fueron colocadas en picas en las entradas de la ciudad.

Esta división de opiniones del recién constituido gobierno se muestra en el Congreso que en la sesión del 19 de julio discutió sobre un manifiesto que tenía pensado el Ejecutivo y en el que se pensaba publicar el indulto para los comprometidos en los sucesos de la asonada del El Teque:
“cuando las circunstancias lo exigiese y no en la actualidad por haber indicos vehementes de que no era solamente don José María Sánchez el autor o cabeza de la conspiración y además tratándose de evitar mayor derramamiento de sangre”.
Fue la primera decisión de condena a muerte en grupo tomada por la República de Venezuela. Hasta entonces el proceso había sido pacífico.